# Sanvincentia tarsalis
Sanvincentia tarsalis is een hooiwagen uit de familie Manaosbiidae.